# Mykoła Derkacz
Mykoła Iwanowycz Derkacz, ukr. Микола Іванович Деркач (ur. 25 lipca 1949 w Adygei) – ukraiński dyplomata, polityk, minister gospodarki Ukrainy w latach 2004–2005.

## Życiorys
W 1977 roku ukończył Dniepropietrowski Instytut Metalurgiczny, w 2004 otrzymał tytuł kandydata nauk. Pracował jako ekonomista, księgowy, finansista w różnych instytucjach.
W latach 1992–2001 pracował w Obwodowej Administracji Państwowej w Dniepropietrowsku, od 1996 do 1997 był Przewodniczym Dniepropetrowskiej Obwodowej Administracji Państwowej.
W latach 2001–2004 pełnił funkcję ambasadora Ukrainy na Litwie.
11 stycznia 2004 został ministrem gospodarki i integracji europejskiej w pierwszym rządzie Wiktora Janukowycza.
W 2007 uzyskiwał mandat deputowanego do Rady Najwyższej od Partii Ludowej, przewodniczący Komisji Budżetowej.
W 2011 otrzymał tytuł doktora nauk.

## Odznaczenia
- Order Przyjaźni Narodów (1986)
- Order „Za zasługi” I, II i III stopnia (2010, 2000, 1996)[8]
- Order Księcia Jarosława Mądrego V Klasy (2004)[9]